# Madona

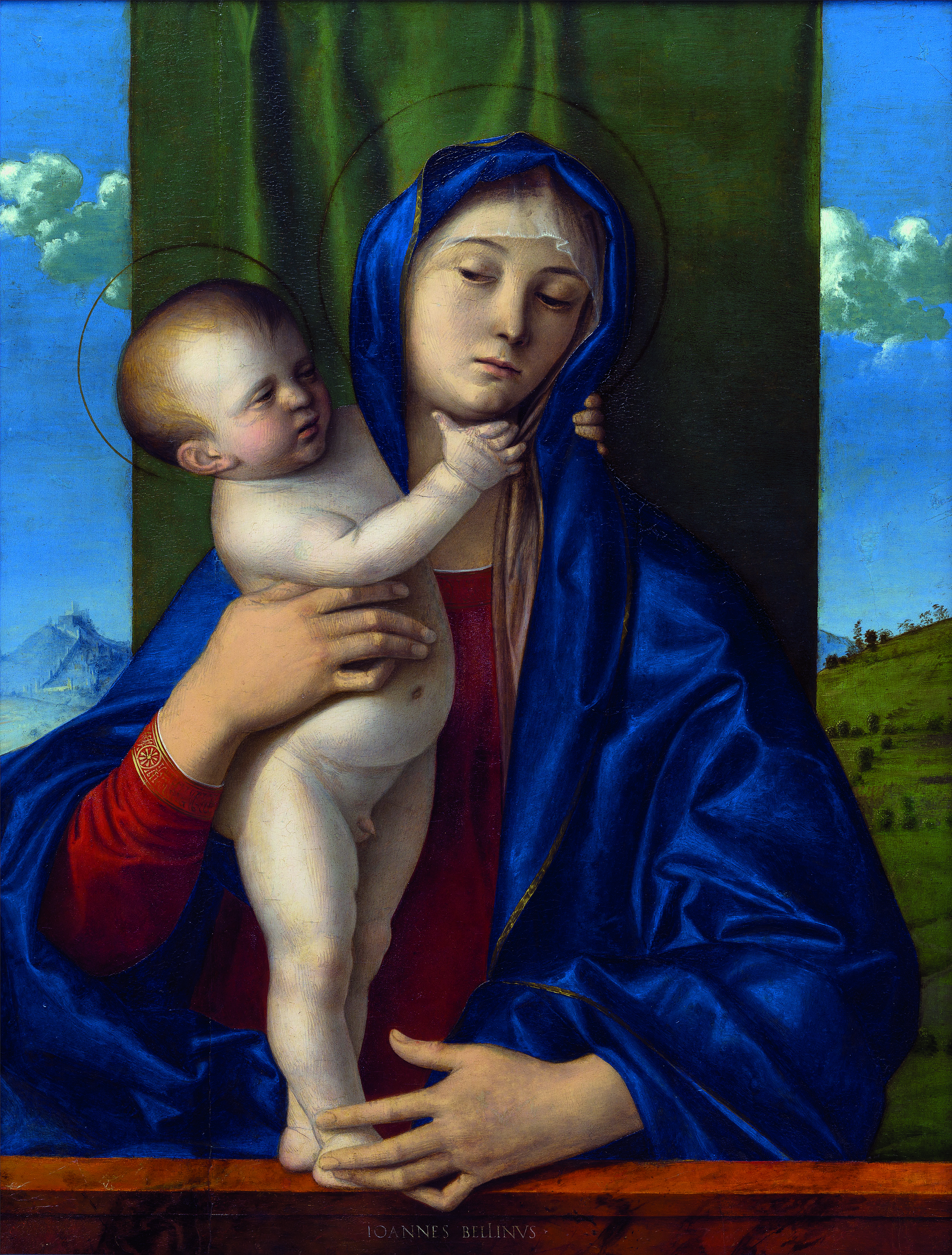
Madona Willys, de Giovanni Bellini (1480-90)

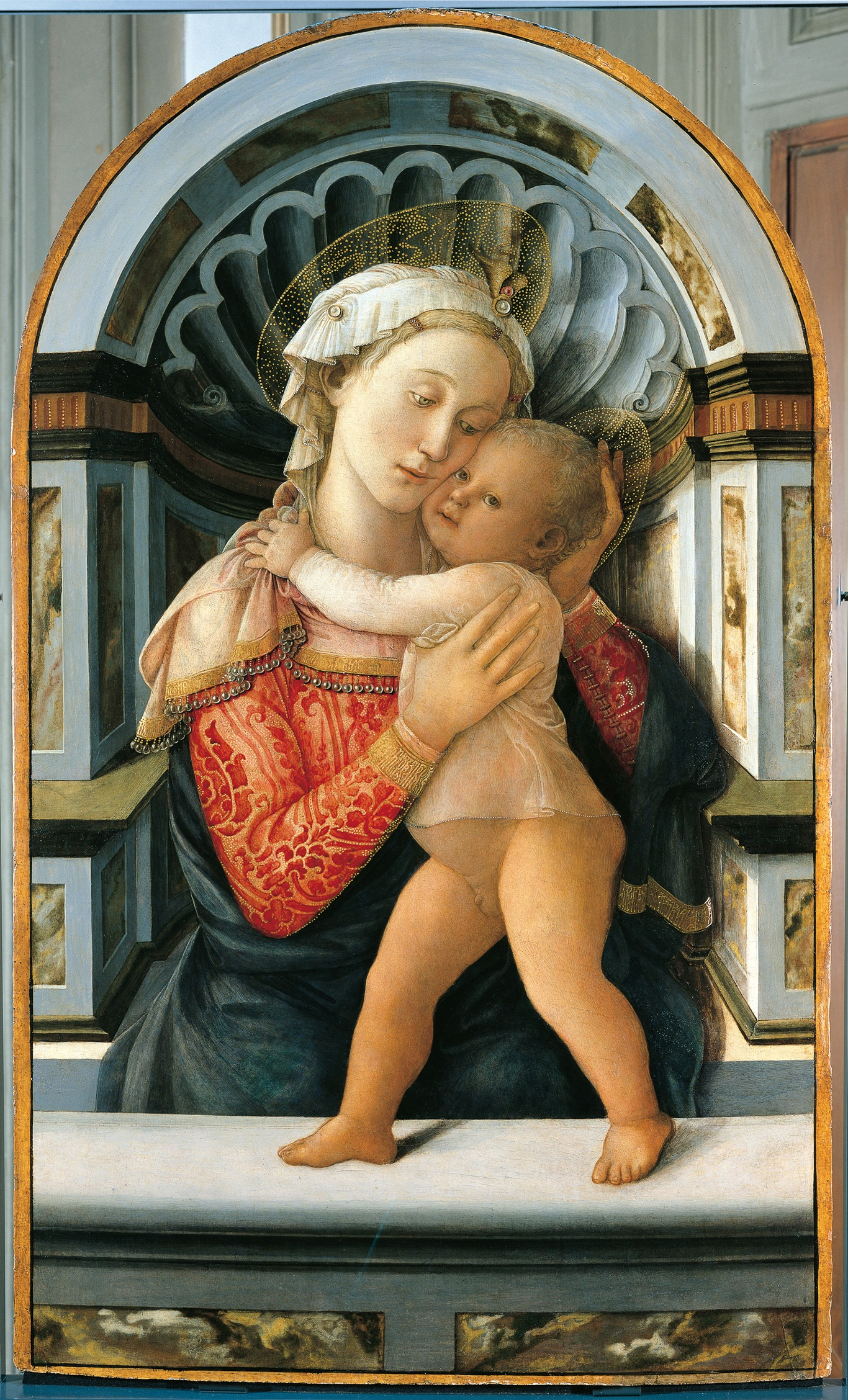
Madona com Menino, de Filippo Lippi

Madona (do italiano Madonna, em português "Nossa Senhora" ou "Virgem com o Menino") é a representação artística da Virgem Maria, mãe de Jesus, em pinturas e esculturas (iconografia) na arte cristã.

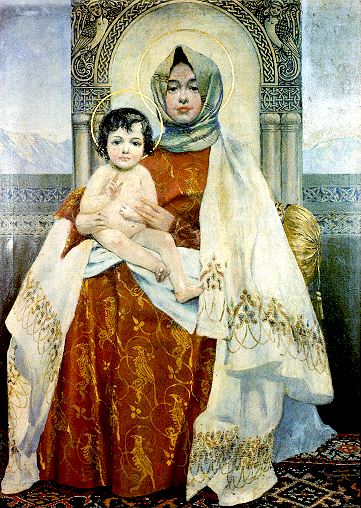
"Virgem e Menino" de Vardges Sureniants (1860-1921)

É um tema tradicional, onde as obras representam sempre Maria com seu filho Jesus, frequentemente cercados por outros personagens, como São José (denominado Sagrada Família), São João Batista (retratado também como criança, possuía quase a mesma idade de Jesus), outros parentes de Maria (como Santa Isabel ou Santa Ana), ou determinados santos escolhidos por motivos variados, como por exemplo o santo padroeiro de quem encomendou a obra, ou da cidade que a hospeda.[carece de fontes?]
Em 431, após a controvérsia inicial e certa resistência, a fórmula "Mãe de Deus" (Teótoco, título grego de Maria, Θεοτόκος) foi adotada oficialmente pela Igreja Cristã no Primeiro Concílio de Éfeso. As técnicas artísticas variam, desde os primitivos encáustico (enkausticos) e mosaico (µουσαικόν) nos séculos VII e IX, passando por pintura em retábulos acima do altar, ou sobre telas nos séculos XII a XVII, madeira policromada no século XVIII, a moderno encáustico no XX.
A primeira representação da Virgem com o Menino ainda existente, pode ser vista no mural da Catacumba de Priscila, em Roma, na qual Maria aparece sentada amamentando Jesus, que por sua vez inclina sua cabeça, parecendo olhar o observador.
As Madonas bizantinas foram as primeiras representações de Maria com o filho, desenvolvidas no Império Romano do Oriente (algumas não datadas). Onde apesar da tendência iconoclasta (εικών, movimento contra a veneração de imagens) na cultura local, que rechaçava as representações físicas como "idolatria", o respeito por imagens veneradas se expressava na repetição de uma estreita gama de estilos artísticos muitos convencionais - as imagens repetidas, conhecidas como ícones ("imagem", em grego). Numa visita a Constantinopla no ano de 536, o papa Agapito I foi acusado de se opor à veneração da Teótoco e a representação de sua imagem nas igrejas. Os exemplos orientais da Madona mostram a Virgem Maria entronada, portando a coroa bizantina, incrustada de pérolas, com o Menino Jesus em seu colo.
No Ocidente os modelos hieráticos bizantinos foram seguidos à risca na Baixa Idade Média, porém com a crescente importância do culto à Virgem nos séculos XII e XIII desenvolveram-se uma variedade mais ampla de tipos para satisfazer a corrente duma das formas de piedade mais intensamente pessoais. Nas fórmulas costumeiras dos períodos gótico e renascentista, por exemplo, Maria se senta com Jesus em seu colo, ou o abraça, enquanto em outras ela aparece no trono, e o Menino aparece plenamente consciente, levantando sua mão e oferecendo uma bênção. Esculturas góticas tardias da Madona com o Menino mostram uma Virgem Maria em pé, com Jesus em seus braços. A iconografia varia entre imagens públicas e imagens privadas, feitas numa escala menor e que pretendem ser dedicadas à devoção pessoal, em habitações particulares: a Virgem amamentando o Menino (como na Madona Litta) é uma imagem amplamente limitada aos ícones devocionais privados. Estas representações da Maria no ato de dar de mamar ao Menino Jesus são chamadas de "Virgens do Leite".[carece de fontes?]

## Representações célebres
Entre as mais célebres representações da Madona certamente devem serem citadas:
- A Maestà, de Cimabue (Florença, 1285-1286)
- A Maestà de Duccio di Buoninsegna (Siena, 1308-1311)
- A Madona das Rochas, obra-prima de Leonardo da Vinci (1483-1486), que também pintou diversas outras Madonas, como A Virgem e o Menino com Santa Ana (1508-1513) e a Madona Benois (1475-1478)
- Madona e o Menino Entronados com Santos, de Rafael Sanzio (1504-1505)
- A Cabeça da Virgem, de Giambattista Pittoni (Museu de Belas Artes de Estrasburgo, 1730)